# Asarkina fumipennis
Asarkina fumipennis är en tvåvingeart som beskrevs av Sack 1913. Asarkina fumipennis ingår i släktet Asarkina och familjen blomflugor.
Artens utbredningsområde är Taiwan. Inga underarter finns listade i Catalogue of Life.